# کاپری لئونه
کاپری لئونه (به ایتالیایی: Capri Leone) یک کومونه در ایتالیا است که در استان مسینا واقع شده‌است.

## خصوصیات
کاپری لئونه ۶٫۶ کیلومترمربع مساحت و ۴٬۲۴۰ نفر جمعیت دارد و ۴۲۰ متر بالاتر از سطح دریا واقع شده‌است.